# Meeting Areva 2012
Navigation
Édition précédente Édition suivante
Le Meeting Areva 2012 s'est déroulé le 6 juillet 2012 au Stade de France de Saint-Denis, en France. Il constitue la septième étape de la Ligue de diamant 2012.

## Résultats

### Hommes
| Épreuve           | Vainqueur                             | Second                               | Troisième                         |
| ----------------- | ------------------------------------- | ------------------------------------ | --------------------------------- |
| 100 m             | Tyson Gay 9 s 99                      | Justin Gatlin 10 s 03                | Christophe Lemaitre 10 s 08       |
| 800 m             | David Rudisha 1 min 41 s 54 (WL, MR)  | Antonio Reina 1 min 45 s 62          | Alfred Yego 1 min 45 s 68         |
| 5 000 m           | Dejen Gebremeskel 12 min 46 s 81 (WL) | Hagos Gebrhiwet 12 min 47 s 53 (WJR) | Isiah Koech 12 min 48 s 64 (PB)   |
| 400 m haies       | Javier Culson 47 s 78 (WL)            | David Greene 47 s 84 (PB)            | Félix Sánchez 48 s 56 (SB)        |
| Triple saut       | Leevan Sands 17,23 m (SB)             | Karl Taillepierre 16,84 m (SB)       | Harold Correa 16,76 m (PB)        |
| Saut à la perche  | Renaud Lavillenie 5,77 m              | Konstadínos Filippídis 5,62 m        | Björn Otto 5,62 m                 |
| Lancer du poids   | Dylan Armstrong 20,54 m               | Joe Kovacs 20,44 m                   | Kim Juhl Christensen 20,02 m (SB) |
| Lancer du javelot | Oleksandr Pyatnytsya 85,67 m          | Vítezslav Veselý 83,93 m             | Jarrod Bannister 83,70 m (SB)     |

### Femmes
| Épreuve          | Vainqueur                                     | Seconde                                | Troisième                      |
| ---------------- | --------------------------------------------- | -------------------------------------- | ------------------------------ |
| 200 m            | Murielle Ahouré 22 s 55                       | Bianca Knight 22 s 64                  | Charonda Williams 22 s 70 (SB) |
| 400 m            | Amantle Montsho 49 s 77                       | Novlene Williams-Mills 49 s 95         | Francena McCorory 50 s 27      |
| 1 500 m          | Mariem Alaoui Selsouli 3 min 56 s 15 (WL, NR) | Aslı Çakır Alptekin 3 min 56 s 62 (PB) | Abeba Aregawi 3 min 58 s 59    |
| 100 m haies      | Sally Pearson 12 s 40 (WL)                    | Ginnie Crawford 12 s 59                | Tiffany Porter 12 s 74         |
| 3 000 m steeple  | Habiba Ghribi 9 min 28 s 81 (MR)              | Lidya Chepkurui 9 min 29 s 02          | Sofia Assefa 9 min 29 s 57     |
| Saut en longueur | Yelena Sokolova 6,70 m                        | Shara Proctor 6,65 m                   | Éloyse Lesueur 6,56 m          |
| Saut en hauteur  | Chaunté Lowe 1,97 m                           | Olena Holosha 1,95 m                   | Ruth Beitia 1,92               |
| Lancer du disque | Dani Samuels 61,81 m                          | Sandra Perković 61,46 m                | Mélina Robert-Michon 61,04 m   |